# 保坂武
保坂 武（ほさか たけし、1945年〈昭和20年〉2月1日 - ）は、日本の政治家。山梨県甲斐市長（5期）。
旧竜王町議会議員（3期）、山梨県議会議員（3期）、衆議院議員（3期）、文部科学大臣政務官（第1次安倍改造内閣・福田康夫内閣）を歴任。

## 来歴

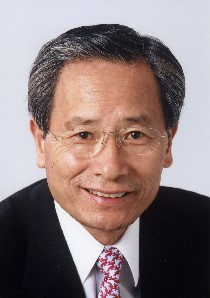
衆議院議員時

山梨県中巨摩郡竜王町（現：甲斐市）出身。山梨県立農林高等学校卒業後、山梨県農業試験場果樹分場で果樹栽培を学んだ。1965年（昭和40年）頃から家業の農業に従事。町の青年団に所属し、地域活動にも取り組む。
1977年（昭和52年）に竜王町議会議員に初当選。「誠実の人となれ」（山梨県立農林高等学校校訓）を信条に、以後連続3期12年間務める。1991年（平成3年）4月からは山梨県議会議員に転身し、3期を務める。在職中、2001年（平成13年）6月26日から2002年（平成14年）3月20日まで第108代山梨県議会議長を務めた。竜王町長選への出馬を期待されていたが、2003年（平成15年）3月20日に県議を辞職し、4月の衆議院山梨3区補欠選挙に無所属で出馬し初当選。この補欠選挙は、同区選出だった元法務副大臣・横内正明の山梨県知事選挙出馬に伴って実施されたもの。知事選では自民党山梨県連が前甲府市長の山本栄彦を推すか、横内を推すかで分裂し（山本が当選したが、2007年の知事選では再出馬した横内が山本を破った）、補選の時点でも県連の内紛が収束していなかったため、あえて無所属で出馬している。同年11月の第43回衆議院議員総選挙では、山梨3区で民主党前職の後藤斎を破り、再選。
2005年（平成17年）7月5日の郵政民営化法案の衆議院本会議採決では反対票を投じた。このため、2005年9月11日の第44回衆議院議員総選挙では自民党の公認を得られず、無所属で出馬。民主党前職の後藤斎、自民党新人の小野次郎らを破り3選（後藤、小野のいずれも比例復活）。当選後の特別国会では、再提出された郵政法案に一転して賛成票を投じた。
2006年（平成18年）、自由民主党総裁の安倍晋三が郵政造反組の復党を認める意向を表明。自由民主党幹事長の中川秀直は保坂ら造反組に対し、「郵政民営化に反対しない」「安倍政権の公約を支持する」旨を記した誓約書の提出を求め、平沼赳夫を除く全員が誓約書及び復党届を自民党に提出。同年12月4日の党紀委員会で復党が正式に認められ、自民党に復帰した。2007年（平成19年）8月、かつて所属していた平成研究会（津島派）に再入会した。
2007年、第1次安倍改造内閣で文部科学大臣政務官に任命され、福田康夫内閣まで務める。同年10月、自民党山梨県連会長に就任。保坂の会長就任には当初、山梨3区で保坂に敗れ比例復活した小野が難色を示していたが、会長人事に次期衆議院議員総選挙における公認の問題を絡めない条件で山梨県選出の国会議員及び県連正副会長による全会一致によって、保坂が県連会長に就任した。
2008年（平成20年）9月21日、山梨県甲斐市長選挙選挙に立候補を届け出て、3期務めた衆議院議員を公職選挙法の規定により自動失職し、同日、甲斐市長選に他の候補が立たなかったため無投票で当選。同年10月3日、山梨県甲斐市長就任。
2012年（平成22年）、無投票で甲斐市長再選。2016年（平成28年）に無投票で甲斐市長に3選。
2020年（令和2年）の甲斐市長選では保坂の他に元市議の横山洋介が立候補し、2004年の甲斐市発足後初めて選挙戦となった。結果、保坂が横山を破り4選。
※当日有権者数：61,365人 最終投票率：47.01%（前回比：pts）
| 候補者名 | 年齢 | 所属党派 | 新旧別 | 得票数   | 得票率 | 推薦・支持     |
| -------- | ---- | -------- | ------ | -------- | ------ | -------------- |
| 保坂武   | 75   | 無所属   | 現     | 17,587票 | 61.38% | 自由民主党推薦 |
| 横山洋介 | 42   | 無所属   | 新     | 11,065票 | 38.62% |                |

2024年（令和6年）9月15日投開票の市長選挙で元市議の長谷部集を破り5選。
※当日有権者数：62,187人 最終投票率：45.51%（前回比：1.50pts）
| 候補者名 | 年齢 | 所属党派 | 新旧別 | 得票数   | 得票率 | 推薦・支持 |
| -------- | ---- | -------- | ------ | -------- | ------ | ---------- |
| 保坂武   | 79   | 無所属   | 現     | 16,031票 | 57.07% |            |
| 長谷部集 | 52   | 無所属   | 新     | 12,057票 | 42.93% |            |

## 政策・主張
- 健康増進法を努力規定ではなく義務規定として、受動喫煙防止を徹底することに反対[12]。

## 不祥事
選挙時の燃料費不正請求
2005年の第44回衆議院議員総選挙にて、保坂が選挙カーの給油量を実際より多く申請し、山梨県選挙管理委員会から燃料代を不正に受け取っていたことが発覚した。
保坂は「毎日70リットルを給油した」と申請していた。選挙カーの燃料代は一台に限り8万8200円まで公費負担となるため、山梨県選挙管理委員会は保坂に対し燃料費の代金を支給した。しかし、その後の調査により、保坂事務所は「誤って随行車分を含めていたことが分かった」と説明し、2008年1月8日、山梨県選挙管理委員会に随行車分の燃料費を返金した。